# Gustav Neumann (géographe)
Pour les articles homonymes, voir Neumann.
Gustav Neumann, né le 15 mars 1832 à Rathenow et mort le 7 juillet 1885 à Eberswalde, est un géographe et enseignant prussien.

## Biographie
Neumann est le fils d'un enseignant et étudie à l'école des professeurs de Marienbourg de 1849 à 1852. Il occupe ensuite temporairement des postes d'enseignant à Riesenburg, Tauroggen, Strasbourg-en-Prusse-Occidentale, Berlin et Anklam. À partir de 1857, il travaille comme enseignant à Neustadt-Eberswalde. En plus de quelques petits traités d'histoire locale, il écrit des ouvrages de référence sur la géographie de l'Allemagne et un manuel de géographie.

## Travaux
- Geographie des Preußischen Staates (1866–1869)
- Das Deutsche Reich in geographischer, statistischer und topographischer Beziehung. Zwei Bände. Berlin 1874
  - Band 1 (2. Auflage der Geographie des Preußischen Staates), G. F. O. Müller, Berlin 1874
  - Band 2, G. F. O. Müller, Berlin 1874
- Schul-Geographie. G. W. F. Müller, Berlin 1881.
- Geographisches Lexikon des Deutschen Reiches: mit Ravensteins Spezialatlas von Deutschland, vielen Stadtplänen, statistischen Karten, Tabellen und mehreren hundert Abbildungen deutscher Staaten- und Städtewappen. Bibliographisches Institut, Leipzig 1883 (1413 Seiten).